# John DiFronzo

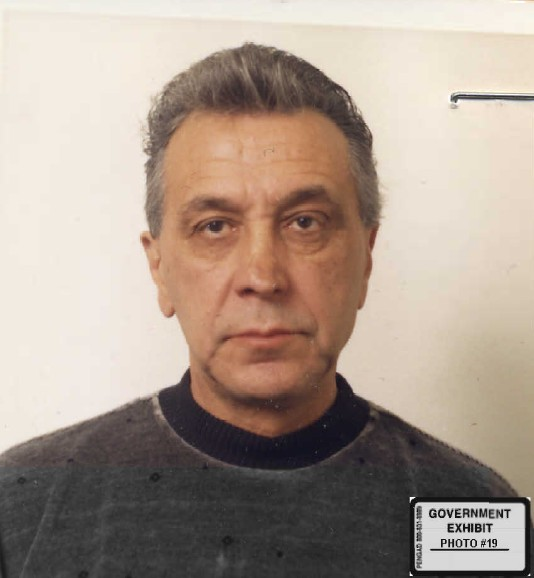
John „No Nose“ DiFronzo

John „No Nose“ DiFronzo (* 13. Dezember 1928; † 27. Mai 2018) war ein US-amerikanischer Mobster der La Cosa Nostra, 1994-2003 alleiniges Oberhaupt des Chicago Outfit und – 2007 bis zu seinem Tod 2018 – Mitglied eines Führungstrios.
Als „Enforcer“ (engl., etwa „Durchsetzer“) in Sachen Erpressung und Kreditwucher stieg er bis zum Caporegime auf, bis er als Nachfolger von Samuel Carlisi zum Oberhaupt der „Familie“ wurde.

## Leben
1949 wurde DiFronzo verhaftet, weil er gewaltsam in eine Boutique eingedrungen war. Dabei soll sein Spitzname No Nose („keine Nase“) laut einer Legende durch die Schießereien mit der Polizei vor seiner Verhaftung zu Stande gekommen sein. In Wahrheit durchbrach DiFronzo auf der Flucht eine Fensterscheibe und die Polizei musste nur seiner Blutspur folgen, die durch die Verletzung seiner Nase entstanden war. Die Nase wurde am Tatort gefunden und später wieder angenäht.
1952 wurde DiFronzo des Mordes an Charles Gross, einem Politiker mit Verbindungen zu den Mobstern in Verbindung gebracht, aber es kam zu nicht zu einer Anklage. 1964 wurde DiFronzo zusammen mit Albert Sarno, einem ehemaligen Polizisten, und Chris Cardi als Mitglied der „Three Minute Gang“ („Drei Minuten Bande“) identifiziert, die zusammen als Geldverleiher und Kreditwucherer auftraten. Als Joseph Aiuppa 1986 inhaftiert wurde, bestimmte er DiFronzo als Anführer über die Aktivitäten in den westlichen Außenbezirken von Chicago und stellte ihn damit dort über Joseph Ferriola, dem eigentlichen „Acting Boss“ des Outfit.
1993 wurde DiFronzo zusammen mit Samuel Carlisi zahlreicher Verbrechen angeklagt; so sollen beide versucht haben, die Kontrolle über das Glücksspiel im  Indianerreservat Rincon Reservation in San Diego zu erlangen. Die Anklage wurde niedergeschlagen, und DiFronzo wurde 1994 freigelassen. 2005 wurde DiFronzo im Rahmen der FBI-Operation „Family Secrets“ („Familiengeheimnisse“) mit zahlreichen anderen hochrangigen Mobstern verhaftet; unter anderem wurden den Verhafteten 18 Morde vorgeworfen.
Ab März 2009 war er unter anderem zusammen mit seinem Bruder Peter DiFronzo, Jack P. Cerone, Rudolph Fratto Jr. und Joseph Giacchino Beklagter in einem Zivilprozess auf Grundlage des RICO Act. Demnach hätten die Beklagten Joseph Fosco erpresst und dessen Ermordung geplant. John DiFronzo starb am 27. Mai 2018 an den Folgen einer Alzheimer-Erkrankung.